# Laura Leclair
Laura Leclair (* 15. Januar 1997 in Chelsea, Québec) ist eine ehemalige kanadische Skilangläuferin.

## Werdegang
Leclair startete im Januar 2014 in Canmore erstmals im Nor-Am-Cup und belegte dabei den 25. Platz im Sprint. Ihr Debüt im Weltcup gab sie im März 2017 beim Weltcupfinale in Québec und kam dabei auf den 66. Gesamtrang. Bei den U23-Weltmeisterschaften im folgenden Jahr in Goms lief sie auf den 40. Platz über 10 km klassisch und auf den 15. Rang im Sprint. In der Saison 2018/19 erreichte sie in Sherbrooke mit dem dritten Platz im Sprint ihre erste Podestplatzierung im Nor-Am-Cup. Es folgten bei der Minitour in Duntroon zwei dritte und einen zweiten Platz. Bei der letzten Etappen holte sie mit Laufbestzeit ihren ersten Sieg im Nor-Am-Cup und erreichte zum Saisonende den vierten Platz in der Gesamtwertung. In der folgenden Saison kam sie mit zwei zweiten und einen dritten Platz auf den dritten Platz in der Gesamtwertung des Nor-Am-Cups. Bei den U23-Weltmeisterschaften 2020 in Oberwiesenthal belegte sie den 22. Platz im 15-km-Massenstartrennen, den 20. Rang im Sprint und den 14. Platz mit der Staffel. In der Saison 2020/21 erreichte sie im Skiathlon in Lahti und im Sprint in Ulricehamn jeweils mit dem 44. Platz ihr bestes Ergebnis im Weltcupeinzel. Beim Saisonhöhepunkt, den Nordischen Skiweltmeisterschaften 2021 in Oberstdorf, kam sie auf den 57. Platz über 10 km Freistil, auf den 51. Rang im Sprint und auf den 48. Platz im Skiathlon. Zudem wurde sie dort zusammen mit Katherine Stewart-Jones, Dahria Beatty und Cendrine Browne Neunte in der Staffel. In der Saison 2021/22 siegte sie im Sprint beim Nor-Am-Cup in Canmore und belegte bei den Olympischen Winterspielen 2022 in Peking den 58. Platz im Sprint sowie den 51. Rang im 30-km-Massenstartrennen.

## Siege bei Continental-Cup-Rennen
| Nr. | Datum           | Ort      | Disziplin                   | Serie      |
| --- | --------------- | -------- | --------------------------- | ---------- |
| 1.  | 3. Februar 2019 | Duntroon | 15 km Freistil Verfolgung 1 | Nor-Am-Cup |
| 2.  | 6. Januar 2022  | Canmore  | Sprint Freistil             | Nor-Am-Cup |

## Teilnahmen an Weltmeisterschaften und Olympischen Winterspielen

### Olympische Spiele
- 2022 Peking: 51. Platz 30 km Freistil Massenstart, 58. Platz Sprint Freistil

### Nordische Skiweltmeisterschaften
- 2021 Oberstdorf: 9. Platz Staffel, 48. Platz 15 km Skiathlon, 51. Platz Sprint klassisch, 57. Platz 10 km Freistil